# Clubiona kimyongkii
Clubiona kimyongkii este o specie de păianjeni din genul Clubiona, familia Clubionidae, descrisă de Paik, 1990. Conform Catalogue of Life specia Clubiona kimyongkii nu are subspecii cunoscute.